# Olympische Sommerspiele 2012/Schwimmen – 4 × 100 m Lagen (Frauen)
Der Staffelwettbewerb über 4-mal 100 Meter Lagen der Frauen bei den Olympischen Spielen 2012 in London wurde am 3. und 4. August 2012 im London Aquatics Centre ausgetragen. 16 Staffeln mit insgesamt 84 Athletinnen nahmen daran teil.
Es fanden zwei Vorläufe statt. Die acht schnellsten Staffeln aller Vorläufe qualifizierten sich für das Finale, das am gleichen Tage ausgetragen wurde.
Abkürzungen:
WR = Weltrekord, OR = olympischer Rekord, NR = nationaler Rekord, PB = persönliche Bestleistung, JWB = Jahresweltbestzeit

## Bestehende Rekorde
| Weltrekord         | Volksrepublik China (Zhao Jing, Chen Huijia, Jiao Liuyang, Li Zhesi)          | 3:52,19 min | Rom, Italien                | 1. August 2009  |
| Olympischer Rekord | Australien (Emily Seebohm, Leisel Jones, Jessicah Schipper, Lisbeth Trickett) | 3:52,69 min | Peking, Volksrepublik China | 17. August 2008 |

## Titelträger
| Olympiasieger | Australien (Emily Seebohm, Leisel Jones, Jessicah Schipper, Lisbeth Trickett)     | 3:52,69 min | Peking 2008   |
| Weltmeister   | Vereinigte Staaten (Natalie Coughlin, Rebecca Soni, Dana Vollmer, Missy Franklin) | 3:52,36 min | Shanghai 2011 |
| Europameister | Deutschland (Jenny Mensing, Sarah Poewe, Alexandra Wenk, Britta Steffen)          | 3:58,43 min | Debrecen 2012 |

## Vorlauf

### Vorlauf 1
3. August 2012
| Platz | Nation      | Besetzung                                                            | Zeit        | Anmerkung       |
| ----- | ----------- | -------------------------------------------------------------------- | ----------- | --------------- |
| 1     | Niederlande | Sharon van Rouwendaal Moniek Nijhuis Inge Dekker Femke Heemskerk     | 3:59,19 min |                 |
| 2     | China       | Gao Chang Sun Ye Jiao Liuyang Tang Yi                                | 3:59,38 min |                 |
| 3     | Russland    | Maria Gromowa Julija Jefimowa Irina Bespalowa Weronika Popowa        | 3:59,57 min |                 |
| 4     | Deutschland | Jenny Mensing Sarah Poewe Alexandra Wenk Britta Steffen              | 3:59,95 min |                 |
| 5     | Italien     | Arianna Barbieri Michela Guzzetti Ilaria Bianchi Federica Pellegrini | 4:02,20 min |                 |
| 6     | Kanada      | Julia Wilkinson Tera van Beilen Katerine Savard Samantha Cheverton   | 4:02,71 min |                 |
| 7     | Frankreich  | Laure Manaudou Fanny Babou Justine Bruno Charlotte Bonnet            | 4:05,53 min |                 |
| –     | Ungarn      | Evelyn Verrasztó Anna Sztankovics Zsuzsanna Jakabos Eszter Dara      | —           | Disqualifiziert |

### Vorlauf 2
3. August 2012
| Platz | Nation             | Besetzung                                                                              | Zeit        | Anmerkung |
| ----- | ------------------ | -------------------------------------------------------------------------------------- | ----------- | --------- |
| 1     | Australien         | Emily Seebohm Leisel Jones Alicia Coutts Brittany Elmslie                              | 3:55,42 min |           |
| 2     | Japan              | Aya Terakawa Satomi Suzuki Yuka Katō Haruka Ueda                                       | 3:57,87 min |           |
| 3     | Dänemark           | Mie Østergaard Nielsen Rikke Møller Pedersen Jeanette Ottesen Gray Pernille Blume      | 3:58,35 min | NR        |
| 4     | Vereinigte Staaten | Rachel Bootsma Breeja Larson Claire Donahue Jessica Hardy                              | 3:58,88 min |           |
| 5     | Großbritannien     | Gemma Spofforth Siobhan-Marie O’Connor Jemma Lowe Amy Smith                            | 3:59,37 min |           |
| 6     | Schweden           | Sarah Sjöström Jennie Johansson Martina Granström Michelle Coleman                     | 4:00,76 min |           |
| 7     | Spanien            | Duane da Rocha Marina García Urzainqui Judit Ignacio Sorribes Melanie Costa            | 4:03,05 min | NR        |
| 8     | Island             | Eygló Ósk Gústafsdóttir Hrafnhildur Lúthersdóttir Sarah Blake Bateman Eva Hannesdóttir | 4:07,09 min |           |

## Finale
4. August 2012, 20:07 Uhr MEZ
| Platz | Nation             | Besetzung                                                                         | Zeit        | Anmerkung |
| ----- | ------------------ | --------------------------------------------------------------------------------- | ----------- | --------- |
| 1     | Vereinigte Staaten | Missy Franklin Rebecca Soni Dana Vollmer Allison Schmitt                          | 3:52,05 min | WR, OR    |
| 2     | Australien         | Emily Seebohm Leisel Jones Alicia Coutts Melanie Schlanger                        | 3:54,02 min |           |
| 3     | Japan              | Aya Terakawa Satomi Suzuki Yuka Katō Haruka Ueda                                  | 3:55,73 min | NR        |
| 4     | Russland           | Anastassja Sujewa Julija Jefimowa Irina Bespalowa Weronika Popowa                 | 3:56,03 min | NR        |
| 5     | China              | Zhao Jing Ji Liping Lu Ying Tang Yi                                               | 3:56,41 min |           |
| 6     | Niederlande        | Sharon van Rouwendaal Moniek Nijhuis Inge Dekker Ranomi Kromowidjojo              | 3:57,28 min | NR        |
| 7     | Dänemark           | Mie Østergaard Nielsen Rikke Møller Pedersen Jeanette Ottesen Gray Pernille Blume | 3:57,76 min | NR        |
| 8     | Großbritannien     | Gemma Spofforth Siobhan-Marie O’Connor Ellen Gandy Francesca Halsall              | 3:59,46 min |           |

Erstmals blieben alle Finalstaffeln unter vier Minuten.
Die dänische Staffel konnte in diesem Wettbewerb den Landesrekord gleich zweimal verbessern.